# Коул, Уоррен (актёр)
Уо́ррен Дэ́вид Бло́сьо — мла́дший (англ. Warren David Blosjo, Jr., род. 23 сентября 1977, Сан-Антонио) — американский актёр, более известный под псевдонимом Уоррен Ко́ул (англ. Warren Kole). Наиболее известен по ролям в телесериалах «Последователи», «Общее дело» и «Оттенки синего».

## Ранняя жизнь и образование
Коул родился в Сан-Антонио, штат Техас, но провел бо́льшую часть юности в Вашингтоне. Он изучал актёрское мастерство в Бостонском университете в Массачусетсе, где он начинал свою карьеру, выступая в местных театрах.

## Фильмография
| Год       |    | Русское название              | Оригинальное название      | Роль              |
| --------- | -- | ----------------------------- | -------------------------- | ----------------- |
| 2004      | ф  | Любовная лихорадка            | A Love Song for Bobby Long | Шон               |
| 2006      | с  | Мастера ужасов                | Masters of Horror          | Уолкер            |
| 2007      | ф  | Клуб «Кошечка»                | Cougar Club                | Маршалл Хоган III |
| 2009      | с  | 24 часа                       | 24                         | Брайан Гедж       |
| 2009      | с  | Сознание                      | Mental                     | Райлан Мур        |
| 2009      | с  | Детектив Раш                  | Cold Case                  | Грейди Гилес      |
| 2009      | с  | Морская полиция: Лос-Анджелес | NCIS: Los Angeles          | Пит Бриггс        |
| 2010      | тф | Кочевники                     | Nomads                     | Райкер Бёрк       |
| 2010      | ф  | День матери                   | Mother's Day               | Аддли Коффин      |
| 2010      | с  | Риццоли и Айлс                | Rizzoli & Isles            | Самнер Фэйрфилд   |
| 2011      | с  | Власть закона                 | The Chicago Code           | Рэй Бидвелл       |
| 2012      | ф  | Мстители                      | The Avengers               | парень с Galaga   |
| 2012      | с  | Общее дело                    | Common Law                 | Уэс Митчелл       |
| 2013      | с  | Последователи                 | The Following              | Родерик           |
| 2013      | с  | В поле зрения                 | Person of Interest         | Иэн Мёрфи         |
| 2013      | с  | Белый воротничок              | White Collar               | Дэвид Сигел       |
| 2014      | ф  | Игра для убийц                | Game of Assassins          | Дэвид             |
| 2014—2015 | с  | Сталкер                       | Stalker                    | Трент Уилкс       |
| 2016      | с  | Оттенки синего                | Shades of Blue             | Роберт Стаал      |
| 2016      | ки | Uncharted 4: Путь вора        | Uncharted 4: A Thief's End | Рэйф Адлер        |